# Pirata Fútbol Club
O Pirata Fútbol Club, conhecido como Molinos el Pirata ou simplesmente Pirata, é um clube de futebol peruano do bairro de José Leonardo Ortiz da cidade de Chiclayo, na província de Chiclayo, pertencente a região de Lambayeque. Foi fundado em 15 de novembro de 2015 e atualmente disputa a Primera División (Liga1), primeira divisão do futebol profissional do Peru. Por não possuir estádio próprio, o clube manda seus jogos no estádio Francisco Mendoza Pizarro que fica na cidade de Olmos, com capacidade para 5 mil torcedores.
Em 2019, o clube da província de Chiclayo, participou pela primeira vez da Primera División (atualmente denominada Liga 1) do Campeonato Peruano depois de obter o acesso como campeão da Copa do Peru de 2018. A Copa Peru já é tradicional no país e permite que equipes menores tenham a oportunidade de disputar a competição nacional contra times tradicionais, garantindo assim sua saída do amadorismo e uma vaga na elite do Campeonato Peruano.

## Cronologia no Campeonato Peruano de Futebol
| Período     | Campeonato                                                  | Divisão                                                     | Associação                                                  | Ref. |
| ----------- | ----------------------------------------------------------- | ----------------------------------------------------------- | ----------------------------------------------------------- | ---- |
| 2015 — 2016 | Copa do Peru                                                | —                                                           | FPF                                                         |      |
| 2017        | Não classificou-se para a Liga Departamental de Lambayeque. | Não classificou-se para a Liga Departamental de Lambayeque. | Não classificou-se para a Liga Departamental de Lambayeque. |      |
| 2018        | Copa do Peru                                                | —                                                           | FPF                                                         |      |
| Desde 2019  | Primera División                                            | Primeira                                                    | FPF                                                         |      |

## Títulos
| NACIONAIS                             | NACIONAIS | NACIONAIS  | NACIONAIS |
| Competição                            | Títulos   | Temporadas |           |
| ------------------------------------- | --------- | ---------- | --------- |
| Copa do Peru                          | 1         | 2018       |           |
| REGIONAIS, PROVINCIAIS E DISTRITAIS   |           |            |           |
| Competição                            | Títulos   | Temporadas |           |
| Liga Regional de Lambayeque           | 2         | 2016, 2018 |           |
| Liga provincial de Chiclayo           | 1         | 2016       |           |
| Liga Distrital de José Leonardo Ortiz | 1         | 2018       |           |